# Téglás
Téglás  este un oraș în districtul Hajdúhadház, județul Hajdú-Bihar, Ungaria, având o populație de 6.497 de locuitori (2011). 

## Demografie
Componența etnică a orașului Téglás
     Maghiari (98,83%)
     Necunoscut (0,35%)
     Alții (0,82%)
Componența confesională a orașului Téglás
     Reformați (28,84%)
     Fără religie (19,67%)
     Romano-catolici (11,84%)
     Greco-catolici (10,17%)
     Atei (1,05%)
     Necunoscută (28,35%)
     Luterani (0,08%)
     Alte religii (1,52%)
Conform recensământului din 2011, orașul Téglás avea 6.497 de locuitori. Din punct de vedere etnic, majoritatea locuitorilor (98,83%) erau maghiari. Apartenența etnică nu este cunoscută în cazul a 0,35% din locuitori. Nu există o religie majoritară, locuitorii fiind reformați (28,84%), persoane fără religie (19,67%), romano-catolici (11,84%), greco-catolici (10,17%) și atei (1,05%). Pentru 28,35% din locuitori nu este cunoscută apartenența confesională.